# Association française de Normalisation
AFNOR (en francés, Association française de Normalisation; y en inglés, French Standardization Association) es la organización nacional francesa para la estandarización y miembro de la Organización Internacional para la Estandarización.
El grupo AFNOR desarrolla sus actividades internacionales de normalización, provisión de información, certificación y ensayo a través de una red de filiales en toda Francia que son miembros de la asociación. Estas son:
- ACTIA (Association de coordination technique pour l'industrie agroalimentaire)
- ADEME (Agence de l'environnement et de la maîtrise de l'énergie)
- ADEPTA (Association pour le développement des échanges internationaux de produits et techniques agroalimentaires)
- COFRAC (Comité français d'accréditation)
- CSTB (Centre scientifique et technique du bâtiment)
- CTI (Centres techniques industriels)
- INERIS (Institut national de l'environnement industriel et des risques)
- LCIE (Laboratoire central des industries électriques)
- LNE (Laboratoire national de métrologie et d'essais)
- UTAC (Union technique de l'automobile, du motocycle et du cycle)
- UTE (Union technique de l'électricité)